# Brahms-Institut

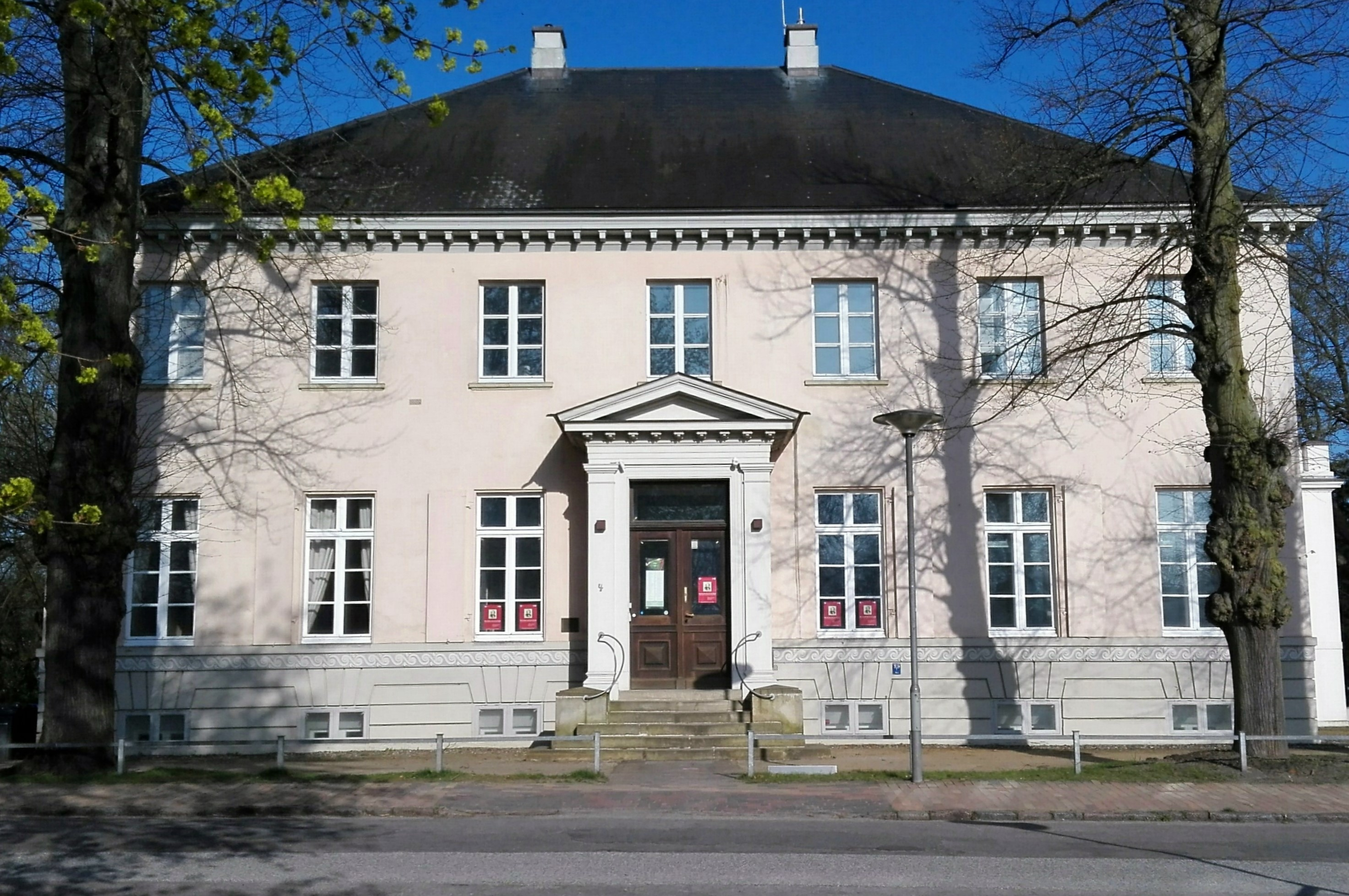
Brahms-Institut (2018)

Das Brahms-Institut ist eine musikwissenschaftliche Einrichtung in Lübeck, die als An-Institut der Musikhochschule Lübeck angegliedert ist und sich dem Leben und Werk von Johannes Brahms sowie seinem künstlerischen Umfeld widmet. Es ist in einer denkmalgeschützten Villa in Lübeck-St. Gertrud nördlich der Altstadt untergebracht, die in Lübeck historisch als Eschenburg-Villa bekannt ist.

## Aufgabe und Sammlung
Grundlage des Instituts war der Erwerb der Sammlung Hofmann, einer einzigartigen Quellensammlung zu Johannes Brahms und seiner Zeit. Am 27. Februar 1990 wurde das Institut durch Beschluss der Landesregierung Schleswig-Holstein gegründet. Von 1990 bis 1999 leiteten Renate und Kurt Hofmann ehrenamtlich das Brahms-Institut und bauten dessen Bestände durch Ankauf bedeutender Autographe und Briefkonvolute weiter aus.
Neben der Betreuung, der Erschließung  und dem Ausbau der Sammlung wendet sich das Institut mit Konzerten, Vorträgen, Themenabenden und Ausstellungen an Musikwissenschaftler, Musiker und Musikfreunde. Von 1999 bis 2024 stand das Institut unter der nunmehr hauptamtlichen Leitung von Wolfgang Sandberger. Neben seinen Forschungsbeiträgen zu Johannes Brahms realisierte er hier als Projektleiter mehrere Erschließungsprojekte sowie das DFG-Projekt „Brahms-Briefwechsel-Verzeichnis“ (2006–2009). Seit 2003 widmete er sich zudem intensiv der Digitalisierung der Sammlung. Federführend verantwortete er zahlreiche Ausstellungen des Instituts, die in den Katalogen, erschienen beim Verlag edition text + kritik in München, dokumentiert sind.
Die mehr als 12.600 Handschriften, Drucke, Fotografien, Programmzettel und Memorabilien der Sammlung sind seit 2020 durch ein Online-Findbuch erschlossen.
Das Institut ist Mitglied der Arbeitsgemeinschaft Musikermuseen in Deutschland.

## Gebäude

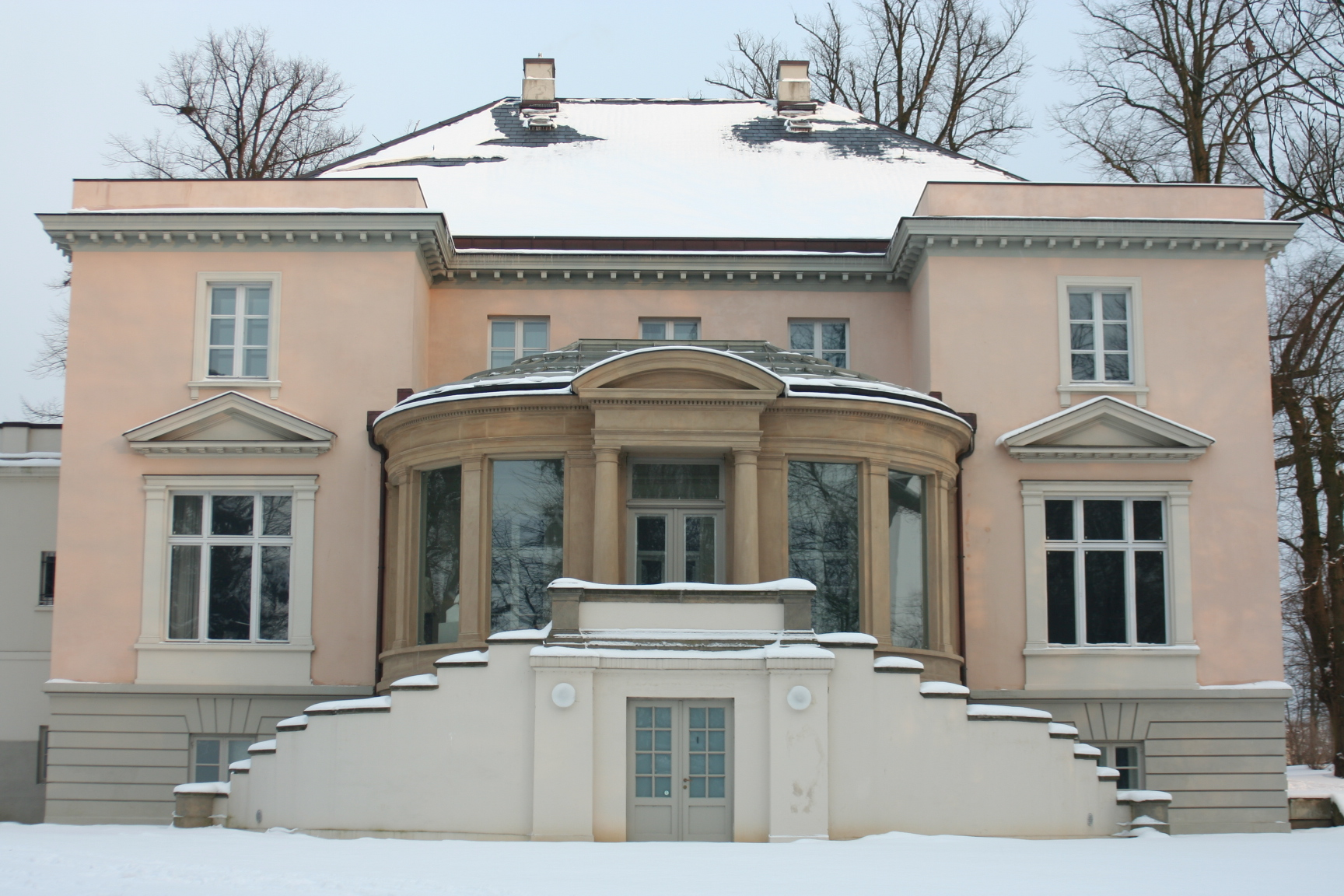
Parkseite (2006)

Im Sommer 2002 bezog das Institut die klassizistische Villa Eschenburg am Jerusalemsberg 4 vor dem Lübecker Burgtor. Das Gebäude war der Stammsitz der Musikhochschule Lübeck vor deren Umzug in die Große Petersgrube gewesen, hatte aber lange leergestanden und war am 26. September 1998 durch ein Feuer schwer beschädigt worden.
Das Gebäude wurde um 1800 als Sommerhaus an der Ostseite eines großen, bis an die Trave reichenden Gartens für den Kaufmann und Konsul Johann Kuhlmann (1753–1804) errichtet. Die Entwürfe lieferte der dänische Architekt Christian Frederik Hansen (1756–1845). Kuhlmanns Frau war eine Cousine der Hamburger Brüder Baur. Vermutlich wurde der Bau nach Hansens Berufung nach Kopenhagen 1804 durch Joseph Christian Lillie vollendet. Der zweigeschossige Bau mit einer siebenachsigen Fassade ist neben der Lindeschen Villa das bedeutendste noch erhaltene Landhaus in Lübeck und ein Beispiel für den norddeutsch-dänischen Klassizismus.
Kuhlmanns Tochter heiratete den Ratsherrn und späteren Bürgermeister Bernhard Heinrich Frister, der Haus und Garten 1822 erbte. Seine Nachkommen veräußerten Gelände und Villa 1876 an den Unternehmer Henry Koch. 1885 wurde der Holzkaufmann, Senator und spätere Bürgermeister Johann Hermann Eschenburg Eigentümer. In dieser Zeit kam die Bezeichnung Eschenburg-Villa auf. Eschenburg erweiterte das Haus durch einen Wintergarten mit Freitreppe zum Garten und Umbauten im Obergeschoss. Seine Söhne Karl (* 1877; † 1943), 1929 bis 1932 Ministerpräsident von Mecklenburg-Schwerin, und Hermann (* 1872; † 1954), der das Unternehmen fortführte, wuchsen hier auf. 1939 gingen Haus und Grundstück nach dem Tod von Eschenburgs Witwe Ina an das Deutsche Reich über. Während des Zweiten Weltkriegs diente die Villa als Residenz des Lübecker Polizeipräsidenten Walther Schröder.
Seit Oktober 1950 war hier die Schleswig-Holsteinische Musikakademie und Norddeutsche Orgelschule ansässig.
Nach dem Brand 1998 gelang es, das Haus mit Hilfe der Deutschen Stiftung Denkmalschutz und der Possehl-Stiftung zu retten und das in seiner ursprünglichen Form erhaltene Erdgeschoss zu restaurieren. Ein Vestibül führt in einen reich gestalteten Festsaal mit Stuckdecke, Stucco-lustro-Wandfeldern und Lünetten mit Puttengruppen. Im Gartensaal gab es Nischen für Statuen. Das Dachgeschoss, weite Teile des Obergeschosses sowie die Treppe mussten erneuert werden.
Der Garten der Villa ist als Eschenburgpark öffentlich zugänglich.